# Roaldita
La roaldita és un mineral de la classe dels elements natius. Rep el seu nom de Roald Norbach Nielsen (1928), especialista en microsonda d'electrons danès.

## Característiques
La roaldita és un nitrur de ferro i níquel, de fórmula química (Fe,Ni)₄N. Cristal·litza en el sistema cúbic, en forma de làmines planes, de fins a 2 micres de gruix, però de molts mil·límetres de llarg, incrustades en kamacita. La seva duresa a l'escala de Mohs es troba entre 5,5 i 6,5.
Segons la classificació de Nickel-Strunz, la roaldita pertany a «01.BC - Nitrurs» juntament amb els següents minerals: siderazot, carlsbergita, osbornita i nitrur de gal·li.

## Formació i jaciments
És un mineral accessori poc comú en els meteorits de ferro-níquel, probablement format per difusió del nitrogen. Sol trobar-se associada a kamacita, cohenita, schreibersita, carlsbergita o daubreelita. Va ser descoberta l'any 1981 en un meteorit de ferro de 3,8 tones que va ser trobat l'any 1884 a Youndegin, Quairading Shire (Austràlia Occidental, Austràlia). També se n'ha trobat en altres dos meteorits: un que va caure al Canyon Diablo (Arizona, Estats Units) i un altre a Jerslev (Dinamarca).